# La Chapelle-de-la-Tour
La Chapelle-de-la-Tour település Franciaországban, Isère megyében. Lakosainak száma 1936 fő (2022. január 1.). La Chapelle-de-la-Tour La Tour-du-Pin, Dolomieu, Faverges-de-la-Tour, Saint-Clair-de-la-Tour és Saint-Jean-de-Soudain községekkel határos.

## Népesség
A település népességének változása:
| Lakosok száma | 725  | 1044 | 1295 | 1580 | 1724 | 1757 | 1807 | 1886 | 1905 | 1936 |
|               | 1968 | 1982 | 1990 | 2006 | 2013 | 2015 | 2017 | 2019 | 2020 | 2022 |